# 通格

作格-通格語言之「作格陣線」

通格（absolutive case、或稱：絕對格）於作-通格語言中表示及物動詞賓語與不及物動詞主語的一種語法格。
如巴斯克語名詞mutil（意为“[男]童”），加單數通格屈折-a，可表主詞於不及物動詞句mutila etorri da（“男童到達”，da為虛詞），與及物動詞句Irakasleak mutila ikusi du（“老師已見到這位男童”），於此句，單數作格屈折為-ak，du為虛詞，ikusi為動詞.
凡作通格語言，多以屈折表示作格而非通格。故此語多以通格詞義解釋。

## 梵文絕對格
梵文裡的絕對格 Lyabanta - absolutif，是不變化分詞中的一類，由動詞變化而來，表示在主要動作前已經發生的某種動作，形式是動詞的過去分詞去掉 a 加上 -tvā, 例如：動詞“去”詞根為 GAM，過去分詞 gata, 絕對格為 gatvā, 表示已經去過；動詞“戰勝”詞根為 JI，過去分詞 jita, 絕對格 jitvā, 表示已經戰勝；動詞“做”詞根為 KṚ，過去分詞 kṛta, 絕對格 kṛtvā，表示已經做了某事；動詞“聽聞”詞根為 ŚRU，過去分詞 śruta, 絕對格 śrutvā, 表示聽到以後。
如果動詞詞根帶有前綴，絕對格詞尾為 -ya,或者 -tya,如動詞“上去”詞根為 RUH，加前綴 ĀRUH，意為“騎上”，過去分詞 āruha, 絕對格 āruhya, 意為騎上去以後；動詞“殺”詞根為 HAN, 加前綴 AVAHAN, 意義為“打”，過去分詞為 avahata, 絕對格為 avahatya, 表示打了某人；動詞“持”的詞根為 DHṚ, 加前綴 UDDHṚ 表示“提起來”，過去分詞 uddhṛta, 絕對格 uddhṛtya, 表示提起來以後。
在有主要動詞的句子裡，絕對格表示伴隨的動作已經完成，如 iha sthitvā rajjuṃ prakṣipāmi, 在這兒站立以後，我扔出了繩索。